# مضاض أسامي
المُضاض الأسامي (باللاتينية: Euonymus assamicus) نوع نباتي يتبع جنس المُضاض من الفصيلة الحرابية (باللاتينية: Celastraceae).
ينتشر في مناطق ولاية أسام شمال الهند، ومن هنا أخذ اسمه.